# Ángel Bello
Ángel Bello (* 9. Januar 1951) ist ein argentinischer Bogenschütze.
Bello, 65 kg schwer, nahm an den Olympischen Spielen 1988 in Seoul teil, wo er als schlechtester von zwei Teilnehmern seines Landes mit 1017 Punkten den 81. Platz belegte.